# Sudziłowicze (obwód brzeski)
Sudziłowicze (biał. Судзілавічы; ros. Судиловичи) – wieś na Białorusi, w obwodzie brzeskim, w rejonie bereskim, w sielsowiecie Międzylesie, przy drodze republikańskiej .
W dwudziestoleciu międzywojennym leżały w Polsce, w województwie poleskim, w powiecie prużańskim.